# Friedrich Fromm
Friedrich Fromm (8. října 1888 Charlottenburg – 12. března 1945 Brandenburg an der Havel) byl německý armádní důstojník, vrchní velitel rezervní armády (Ersatzheer). Držitel Rytířského kříže Železného kříže, byl popraven (i přes nepřímou účast) za neúspěšný atentát na Hitlera z 20. července, který provedl Claus Schenk von Stauffenberg. Jeho poslední slova před popravčí četou byla: Zemřu, protože to bylo nařízeno. Vždycky jsem chtěl jen to nejlepší pro Německo.

## Vyznamenání
- Rytířský kříž Železného kříže (13.07.1940)
- Rytířský kříž1914, I. třída
- Rytířský kříž1914, II. třída
- Rytířský kříž, spona k Železnému kříži 1914, I. třídy
- Rytířský kříž, spona k Železnému kříži 1914, II. třídy
- Odznak za zranění1914, černý
- Hamburský hanzovní kříž
- Kříž cti
- Medaile za Anschluss
- Sudetská pamětní medaile, se sponou s motivem pražského hradu
- Medaille zur Erinnerung an die Heimkehr des Memellandes

údaje použity z: anglické Wikipedie-Friedrich Fromm

## V populární kultuře
V americkém historickém filmu Valkýra z roku 2009 byl ztvárněn britským hercem Tomem Wilkinsonem.